# حسنيون (سلالة حاكمة)
سلالة الحَسَنيين الحاكمة أو السلالة الحسنية الحاكمة هي إحدى سلالات العلويين الهاشمية القرشية، التي حكمت فترات زمنية ومناطق مختلفة من الدولة الإسلامية، وتنتسب إلى الحسن بن علي بن أبي طالب، سبط الرسول محمد، وتتسمّى به. استطاعت أفرع من هذه السلالة أن تؤسس دولًا وإمارات وتحكم طيلة قرون من الزمن. وقد دخلت، بنزاعات عديدة، مع الأمويين والعباسيين، وكانت ضمن ما عُرف عبر التاريخ بثورات العلويين. ومن أشهر السلالات الحسنية التي حكمت عبر التاريخ الإسلامي، سلالة إدريس بن عبد الله مؤسس دولة الأدارسة في المغرب العربي، سلالة يحيى بن الحسين مؤسس الدولة الزيدية في اليمن، سلالة محمد بن يوسف الأخيضر مؤسس الدولة الأخيضرية في اليمامة، سلالة سليمان بن عبد الله الرضا زعماء الإمارة السليمانية في مكة، سلالة يحيى حميد الدين مؤسس المملكة المتوكلية اليمنية، سلالة الزيدانيين(السعديين) بالمغرب، سلالة العلويين الفيلاليين الحاكمة في المغرب، سلالة الهاشميين القتاديين الحاكمة في الأردن وسلالة بلقيه الحاكمة في بروناي. (هذا المقال يفتقر الى المصدر ولا يؤخذ به بل هو اجتهاد شخصي ومحاولة الانتساب الى أل بيت دون براهين وادلة)